# Desa Sukowidi (administrativ by i Indonesien, lat -7,73, long 111,44)
Desa Sukowidi är en administrativ by i Indonesien.   Den ligger i provinsen Jawa Timur, i den västra delen av landet, 500 km öster om huvudstaden Jakarta.